# Mr. Monk Is Miserable
Mr. Monk Is Miserable è il settimo romanzo scritto da Lee Goldberg basato sulla serie televisiva pluripremiata Detective Monk. È stato pubblicato il 2 dicembre 2008. La storia, come gli altri libri, è narrata da Natalie Teeger, l'assistente personale di Adrian.

## Trama
Natalie vuole una pausa dal lavoro, così convince Monk ad andare a Parigi, capitale francese. A Parigi Adrian sorprende positivamente Natalie, dicendole che vorrebbe controllare le fogne perché il labirinto sotterraneo di tunnel e tubi è famoso per mantenere Parigi in un alto grado di sanità pubblica, mettendo da parte quindi le sue fobie. Durante il viaggio nei labirinti fognari i due trovano numerosi teschi e ossa. Alcune di queste non sono così vecchie, così Monk vuole scoprire la causa del decesso, rovinando, come è sempre successo, le vacanze di lui e della sua assistente Natalie.

## Personaggi
- Adrian Monk: il detective protagonista della serie, interpretato nella serie da Tony Shalhoub
- Natalie Teeger: assistente di Adrian e narratrice del romanza, interpretata nella serie da Traylor Howard
- Leland Stottlemeyer: capitano della polizia di San Francisco, interpretato nella serie da Ted Levine
- Randy Disher, tenente della polizia, assistente di Stottlemeyer, interpretato nella serie da Jason Gray-Stanford
- Charles Kroger, psichiatra che ha in cura Monk, interpretato nella serie da Stanley Kamel
- Julie Teeger: la figlia adolescente di Natalie, interpretato nella serie da Emmy Clarke